# 下間仲孝
下间仲孝（天文20年1551年—元和2年1616年6月28日）日本战国时代末期与江户时代初期的武将。是下间赖照的儿子，是本愿寺“下间三坊官”之一（下间赖照、下间赖廉、下间仲孝）。母亲为定专坊了宗的女儿。妻子为下间光赖的女儿。儿子为下间仲世和下间仲此。主要活跃在石山本愿寺，专长于能乐，曾著有《童舞抄》。别名为下间少进、仲之、赖之、仲康。幼名为千代寿，法名性乘，能乐艺名素周。
在信长包围网的期间，经过10年的石山合战中，下间仲孝代替本愿寺住持显如担任和谈使者与信长和谈。当和谈达成后，下间仲孝代替显如在和谈书上盖下了象征本愿寺的长滨门徒阿弥陀如来像的血印。
显如死后，下间仲孝投靠本愿寺新住持准如。经过关原之战后，长子下间仲世和石田三成成为好友。庆长7年（1602年）本愿寺东西分裂，最后下间仲孝投靠西本愿寺。元和2年（1616年）66岁的下间仲孝病逝，下间氏的家业由5岁的次子下间仲此继承，成为西本愿寺的重臣。